# ASKfm
ASKfm var en social nätverkstjänst där användare skapar profiler och skickar frågor till varandra. Sidan grundades i Lettland den 16 juni 2010 och har över 150 miljoner aktiva användare varje månad. Sajten köptes av Ask.com i augusti 2014. ASKfm finns även tillgängligt att ladda ner som app på IOS samt Android.
På ASKfm skapar användare en profil med bild och användarnamn varpå vem som helst gå in på profilen och ställa en fråga som användaren kan välja att svara på. Den som ställer frågan kan antingen vara anonym eller använda sitt användarnamn. Allt som postas är offentligt och kan även ses av personer som inte är medlemmar.
ASKfm har uppmärksammats på grund av förekomsten av näthat och mobbning.
ASKfm stängdes ner den 1 december 2024.

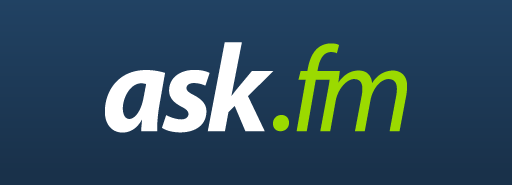
Den tidigare logotypen för ASKfm.